# Демьяновский сельсовет (Тамбовская область)
Демьяновский сельсовет — муниципальное образование со статусом сельского поселения в составе Жердевского района Тамбовской области Российской Федерации
Административный центр — посёлок Демьян Бедный.

## История
Сельсовет образован в марте 1971 года. В соответствии с Законом Тамбовской области от 17 сентября 2004 года № 232-З установлены границы муниципального образования и статус сельсовета как сельского поселения.

## Население
| 2010 | 2012 | 2013 | 2014 | 2015 | 2016 | 2017 |
| ---- | ---- | ---- | ---- | ---- | ---- | ---- |
| 937  | ↗940 | ↗955 | ↘921 | ↘890 | ↘866 | ↘823 |
| 2018 | 2019 | 2020 | 2021 |      |      |      |
| ↘803 | ↘780 | ↘757 | ↘731 |      |      |      |

## Состав сельского поселения
| № | Населённый пункт | Тип населённого пункта          | Население |
| - | ---------------- | ------------------------------- | --------- |
| 1 | Демьян Бедный    | посёлок, административный центр | ↗687      |
| 2 | Карпов           | посёлок                         | 32        |
| 3 | Семёновка 2-я    | деревня                         | 5         |
| 4 | Степной          | посёлок                         | ↘196      |
| 5 | Тёрша            | деревня                         | 17        |